# شيخ محمد قادري
شيخ محمد (1560–1650)، المعروف أيضًا باسم سيد شيخ محمد قادري، أو شيخ محمد شري غونديكار، أو شيخ محمد بابا، كان شاعرًا وليا متصوفا مسلمًا مبجلا من قبل الهندوس. وهو يعتبر الشاعر المسلم الماراثي الأكثر شهرة. وهو مؤلف یوغا سانغراما.

## خلفية عن الموضوع
ولد شيخ محمد وعاش حياته في شري غوندا، مهاراشترا في الهند. كان ابن راج محمد. كان معلمه هو الفينيق الهندوسي (الفرع الذي يعبد الإله الهندوسي فيشنو) القديس تشانجا بودهال، الذي كان أيضًا المعلم في جناردان سوامي، معلم الشاعر إكناث (1533-1599). شانجا بودهال، المعروف باسم سعيد تشانغاساهيب قدري في التقاليد الصوفية، تجسيدًا للإله الهندوسي داتاتريا وكان تلميذاً لوالد شيخ محمد.

## الأعمال والتعاليم

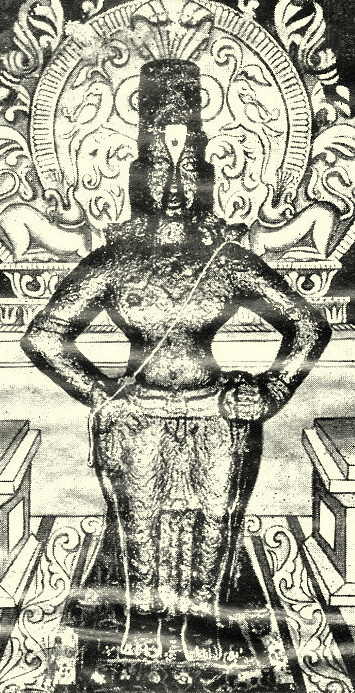
فيثوبا، الإله الراعي للشيخ محمد

شيخ محمد هو مؤلف كتاب «یوغا سانغراما» و «بافانا فيجايا» و «نيشكالانكا برابودا» و «جناناساجرا»، بالإضافة إلى العديد من الأغاني والأبواق (قصائد تعبدية). تظهر كتاباته تأثير كل من البهاكتي الهندوسي والتقاليد الصوفية الإسلامية، وكان من أتباع مدرسة أدفيتا فيدانتا للفلسفة الهندوسية. تكشف هذه الكتابات عن معرفته بمعتقدات تقاليد البهاكتي.
یوغا سانغراما، تحتوي على 2319 قصيدة، الموضوع الرئيسي لهذا العمل الفلسفي هو «كفاح النفس من أجل إستيعاب وتجربة الخالق». وهي تعتمد استعارة مماثلة من دنيشوري من قبل الشاعر دانيانيشوار (1275-1296)، حيث إن الإنسان (الروح) هو المحارب الذي يركب عقل العقل ويقاتل جيوش الأنا وغيرها من المشاعر في سعيه إلى تحقيق المجد والبهاء («الواقع الأسمى»).
يستشهد شيخ محمد بأمثلة من الكتب المقدسة الهندوسية مثل البوراناس والأفكار الفلسفية الأخرى لنقل أفكاره. يوغا سامجراميا لديه إشارات إلى الآلهة الهندوسية راما، وكريشنا، وفيشنو، وشيفا.
يبدأ كل فصل من الفصول الثمانية عشر من هذه الرسالة بصلاة إلى غانيشا، إله البدايات، الذي يتم استدعاؤه في بداية كتاب تماشياً مع التقاليد الهندوسية. ومع ذلك، تكشف كتابات شيخ محمد عن معتقداته التوحيدية، التي تتجذر في الإسلام. ويصف آلهة الهندوس بأنها لا أساس لها (نيراكاري)، غير عادلة (أفياكتا)، بدون شكل أو صفات (نيرغونا)، وغير مرئي (الأكسا).
شيخ محمد يبشر بتوحيد الله:
في ست وخمسين لغة، يتم تعظيم إله واحد بكلمات مختلفة... تنشأ الانشقاقات بسبب التزاوج بألسنة مختلفة...أحيي القدّيسة المقدّسة التي من خلالها يعرف الخالق الإله (نارايان، وهو اسم فيشنو). المسلمون يحيونه مثل الله...
- یوغا سانغراما
على الرغم من أن شيخ محمد عرف نفسه على أنه مسلم منذ الولادة، فقد اختار الإله الهندوسي «فيتشوبا»، وهو شكل من أشكال كريشنا فيشنو في ماهاراشترا، كالإله الراعي. إن «وعيه الديني-الاجتماعي» واضح في هذه القصيدة المكرسة لفيتوبا مثل كريشنا:
من خلال نعمة قوبالا (اسم كريشنا)،
لقد تجاوزت كل مفاهيم النقاوة والنجاسة.
تحتوي فاكهة جاك على بشرة شائكة لكن داخلها كتل من السكر،
تحتوي خلية النحل مع كل نحلاتها النحل على الرحيق الداخلي.
لذلك أيضا قد يكون شيخ محمد مسلم، ولكن في قلبه لديه غوفيندا جدا (اسم كريشنا).
يحتوي یوغا سانغراما على سرد لأسطورة فيتهوبا الأصلية ومحُبته بانداليك، كما كتب شيخ محمد ابهنقس في مدح فيتهوبا.

## تذكار

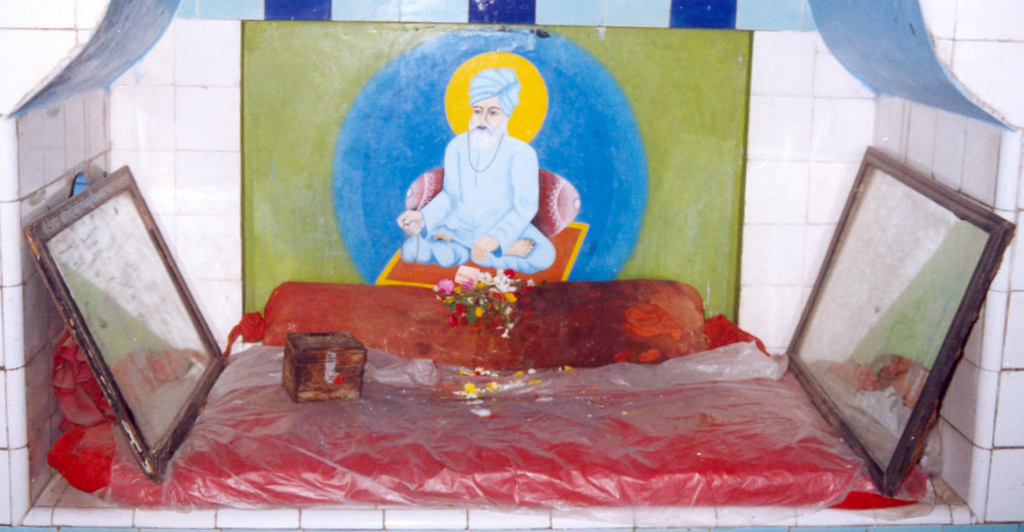
ضريح الشيخ محمد ، الذي يحتوي على مقعده ، في بلدته شريقوندا

يعتبر شيخ محمد شاعرًا من جانب الهندوس بسبب مساهماته في حركة البهاكتي في ولاية ماهاراشترا. يقدِّم القديس الشاعر رامداس، وهو هندوسي قوي، القديس المعاصر شيخ محمد كقديس عظيم.
يعتبر شيخ محمد شخصية للشاعر المسلم القديس «كبير» (1440 - 1518). كان «كبير» شاعرًا مسلمًا كان راعيًا «لراما»، وهو شكل من أشكال فيشنو. في حين كان شيخ محمد متفرعا من شكل آخر من أشكال فيشنو، فيتهوبا. يقول الزوج الماراثى أن القديسين توكارام ونامديف وشيخ محمد هم خلفاء روحيين «لكبير».